# One Piece: Treasure Battle!
One Piece: Treasure Battle! (ONE PIECE トレジャーバトル!?, Wan Pīsu: Torejā Batoru!) è un videogioco party uscito esclusivamente in Giappone per Nintendo GameCube, basato sul manga e anime One Piece. Il videogioco è stato prodotto e sviluppato da Bandai.

## Modalità di gioco
Nel videogioco è possibile scegliere tra uno dei personaggi della serie One Piece per prendere parte ad una speciale competizione chiamata "Treasure Battle", consistente in una serie di minigiochi. Nel gioco è anche possibile scegliere fra due differenti modalità di gioco.

### Modalità storia
Nella modalità storia è possibile giocare in 4 storie diverse:
- Rufy e Bibi (difficoltà: facile)
- Zoro e Ace (difficoltà: media)
- Sanji e Nami (difficoltà: difficile)
- Usop e Chopper (difficoltà: molto difficile)

Il giocatore dovrà gareggiare in 3 Treasure Battle e vincerne almeno due. Un Treasure Battle consiste in una gara fra due coppie per la conquista del tesoro.

### Modalità gara
Il giocatore può sceglierte liberamente giocatori e ambientazioni.

## Personaggi
- Monkey D. Rufy
- Roronoa Zoro
- Nami
- Usop
- Sanji
- TonyTony Chopper
- Nefertari Bibi
- Portuguese D. Ace
- Albida
- Bagy
- Creek
- Arlong
- Smoker
- Tashigi
- Drakul Mihawk
- Shanks
- Mr. 2 Von Clay
- Miss All-Sunday
- Crocodile
- Rocky Hattari

### Personaggi esclusivi del videogioco
Rocky Hattari (ロッキー・ハッタリー?, Rokkī Hattarī) è un personaggio che compare esclusivamente nei videogiochi One Piece: Treasure Battle! e One Piece: Ocean's Dream. È uno stravagante e biondo giornalista che lavora per il Blue Berry Times. Rocky porta sempre degli occhiali da sole e una chitarra. Indossa una maglietta rossa con una giacca nera e un paio di jeans. È doppiato da Kenji Nojima.

## Accoglienza
Al momento dell'uscita, i quattro recensori della rivista Famitsū hanno dato un punteggio di 31/40.